# Baba (okręg Marmarosz)
Baba – wieś w Rumunii, w okręgu Marmarosz, w gminie Coroieni. W 2011 roku liczyła 466 mieszkańców.